# 瀬戸内しまなみリーディング
株式会社瀬戸内しまなみリーディング（せとうちしまなみリーディング）は、西瀬戸自動車道（しまなみ海道）開通により航路廃止・縮小された旅客船業者7社（広島・愛媛県）が設立したバス会社。本社は愛媛県今治市東鳥生町5丁目15番地。旧社名は「しまなみバス開発」（略記号SBK）であった。

## 主な事業
- 高速バス
- 西瀬戸自動車道（しまなみ海道）大島南IC、今治北IC、今治ICの料金所の料金収受業務
- 西瀬戸自動車道（しまなみ海道）来島海峡SAの運営
- まいどおおきに食堂（西条福武食堂・東予食堂）の運営（フジオフードシステムとのフランチャイズ契約による）
- 道路維持作業
- 四国味遍路88屋（丸の内）の運営
- 風のレストラン、八拾八うどん、の運営
- 岡山理科大獣医学部キャンパス食堂の運営
- 旅行業（愛媛県知事登録第2-186号)
- 保険代理店業

## 沿革
- 1996年11月1日 - 瀬戸内海の旅客船会社が出資し「しまなみハイウェイバス」設立。
- 1999年
  - 4月1日 - 海峡開発と合併し、「しまなみバス開発株式会社」に改称。
  - 5月2日 - しまなみライナー･キララエクスプレスの運行開始。
  - 10月31日 - JR四国（現:JR四国バス）、伊予鉄バス、広島交通、JRバス中国と共同運行していたキララエクスプレス（広島～松山間）を廃止。
  - 11月1日 - 本四バス開発と共同運行していたしまなみライナー（三原線）を廃止。
- 2005年6月21日 - 瀬戸内運輸、中国バス、本四バス開発と共同運行していたしまなみライナー（尾道線）廃止。
- 2006年4月 - まいどおおきに食堂西条福武食堂を出店。
- 2007年3月 - まいどおおきに食堂東予食堂を出店。
- 2008年8月10日 - 会社名を株式会社瀬戸内しまなみリーディングに変更。
- 2009年 - 来島海峡SAをリニューアルオープン。ネット通販事業を開始。
- 2010年 - 風のレストラン・八拾八うどん東予店を出店。
- 2012年 - 四国味遍路88屋丸の内店を出店。
- 2013年 - 第2種旅行業の登録を完了し旅行業を開始[2]。
- 2014年 - SHIKOKUバル88屋 コレド室町がオープン。
- 2017年 - JiBaカフェ能島を出店。
- 2018年 - 岡山理科大学今治キャンパス食堂の運営受託開始。
- 2019年 - 来島海峡サービスエリアがリニューアルオープン。

## 高速バス路線
詳細は、公式サイトを参照。〈 〉内は共同運行会社。
- キララエクスプレス〈中国バス･本四バス開発･伊予鉄バス〉
  - 松山市駅 - 新尾道駅前・福山駅前
- しまなみライナー
  - 今治桟橋（今治港） - 福山駅前〈中国バス･鞆鉄道･瀬戸内運輸〉
  - 今治桟橋（今治港） - 広島バスセンター〈広交観光･瀬戸内運輸〉

### 廃止となった路線
- キララエクスプレス<広島交通･JRバス中国･JR四国（現:JR四国バス）･伊予鉄バス>
  - 松山市駅 - 広島駅
- しまなみライナー
  - 今治桟橋（今治港） - 尾道駅前<中国バス･本四バス開発･瀬戸内運輸>
  - 今治桟橋（今治港） - 三原駅<本四バス開発>

## 車両
- 高速バス車両

三菱車

### 塗装
- 青を基調に白と緑で帯と波が描かれている。本四バス開発の「ドルフィン」シリーズのバスの塗装とほぼ同じ塗装である。
- 波の付近にはイルカと「SHIMANAMI Highway bus」の表記が描かれている。

## 関連会社
- 瀬戸内海汽船
- 石崎汽船
- 本四バス開発